# Kerk van Oosterhesselen
De kerk van Oosterhesselen is een hervormd kerkgebouw uit de 15e eeuw in de Drentse gemeente Coevorden. De Hervormde gemeente van Oosterhesselen gebruikt het kerkgebouw voor haar diensten.

## Beschrijving
De kerk is rond het jaar 1400 gesticht als een dochterkerk van de kerk van Zweeloo. Tot de kerk behoorden twee vicarieën, een gewijd aan het Heilig Sacrament en een gewijd aan de Heilige Anna. Het kerkgebouw was in vroeger tijden verbonden met de nu losstaande toren. Een deel van het schip is mogelijk gesneuveld in het strijdgeweld ten tijde van het beleg van Coevorden van 1592. Het gat dat geslagen was, moet eerst provisorisch gedicht zijn alvorens de huidige westmuur gebouwd werd in 1628. Het koor was oorspronkelijk hoger dan het schip, maar het schip werd bij de bouw van de westmuur ook op koorhoogte gebracht. Dit hoogteverschil valt nog te zien aan een oude aanzet van het dak van het schip op de toren. De huidige kerk bestaat uit drie traveeën, waarvan de twee oostelijke het vroegere koor vormden. Dit koor dateert uit de 15e eeuw en is waarschijnlijk jonger dan het restant van het schip. In 1862 is de kerk bepleisterd.

### Exterieur
Door de bepleistering van de kerk van 1862 is er aan de buitenkant bijna geen uiterlijk verschil meer tussen schip en koor. De traveeën worden gescheiden door forse steunberen. Elke zijde van een travee heeft een gotisch spitsboogvenster. Het koor is driezijdig gesloten en voor het verplaatsen van de preekstoel naar het oostmuur is het middelste raam dichtgezet. De westmuur van de kerk uit 1628 bevat de ingang in een nis met spitsboog met daarboven een kleiner spitsboogvenster in dezelfde stijl als de rest van de ramen. In de top van deze muur bevindt zich een klein luikje net onder het wolfseind van het dak.
De toren dateert uit het eind van de 15e eeuw en is in laatgotische stijl opgetrokken. De toren heeft een deur met daarboven een spitsboogvenster. De toren behoort ook tot de Drentse torenfamilie. Kenmerkend voor de familie zijn in tweeën gedeelde spitsboognissen. Deze toren heeft aan de noord-, west- en zuidkant in de tweede geleding een smalle nis met spitsboog met daarin twee kleinere spitsboognissen. In de oostmuur zit ook een kleine nis, mogelijk was vroeger hierlangs de kerkzolder te betreden. In de derde geleding bevinden zich aan alle kanten een gedeelde spitsboognis, hier functionerend als galmgaten. De toren wordt bekroond met een tentdak. De luidklok is vervaardigd door Groningse klokkengieter Nicolaes Sicksmans. De klok werd in 1626 geschonken door Johan van Welvelde, heer van de naburige havezate De Klencke. In 1962 is de toren hersteld.

### Interieur
In 1930-'31 is de kerk gerestaureerd waarbij de gewelfaanzetten in het koor verwijderd werden. Ook werd een Sacramentsnis weggehakt, deze werd gesierd door stukken kalksteen met bloemen en vogels. Ook is het doophek verwijderd en is de preekstoel toen verplaatst van de zuidmuur naar het koor, centraal tegen de oostmuur. Op de oude plek van de kansel zijn toen drie rijen kerkbanken geplaatst. De preekstoel is gemaakt in 1662 en bevond zich oorspronkelijk in de Kloosterkerk te Assen. In 1817 is deze overgeplaatst naar Oosterhesselen. Naast de preekstoel is een klein hoofdje van kalkzandsteen bevestigd. Het hoofdje werd gevonden bij de restauratie van 1982-'83 en is waarschijnlijk een console geweest die de druk van de gewelven opving.
In de kerk staan ook twee herenbanken uit de 17e eeuw. Deze banken hebben net als de preekstoel ook op een andere gestaan. Een van deze banken behoorde toe aan het geslacht Oldenbanning en de andere bank behoorde toe de bewoners van het eerdergenoemde landgoed De Klencke. Op De Klencke bevinden zich nog zerken uit deze kerk.
Aan de zuidmuur van de kerk hangt een rouwbord dat toebehoorde aan Martina Cornelia Jacoba van Heulekom († 3-8-1787, 48 jaar), bewoonster van De Klencke. Het bord bevat haar wapen, vier zilveren balken met daartussen drie rode balken. Het wapen wordt getooid met een kroon met vijf parels en wordt geflankeerd door twee schildhouders in de vorm van leeuwen. Het bord vermeldt bovenaan aan leeftijd: 'ÆTIS SUÆ 48', en onderaan haar sterdatum: 'OBIIT, den 3 aug.1787'. Dit bord was in de Franse tijd ook overgebracht naar De Klencke, maar is na de restauratie van 1982-'83 geschonken aan de kerk en zo weer op de oude plek terechtgekomen.

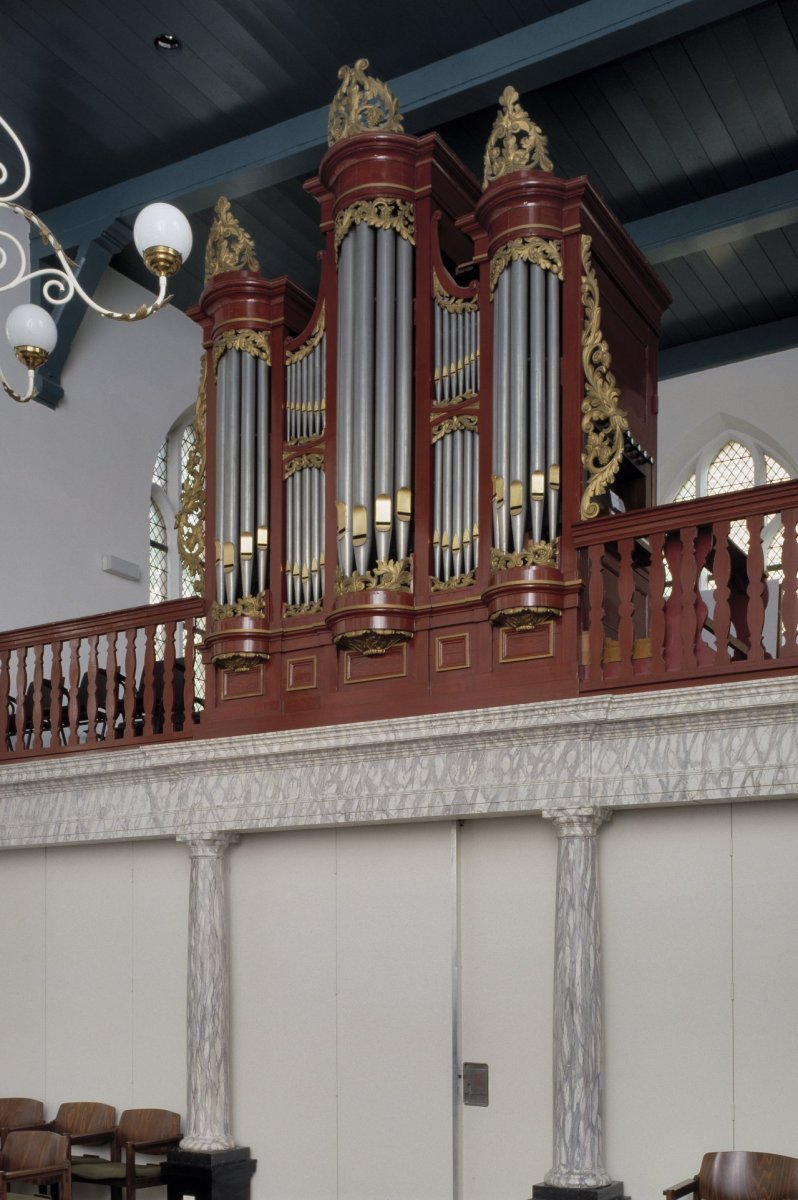
Het Van Dam orgel uit 1864

#### Orgel
Het orgel werd in 1864 gebouwd door L. van Dam en Zonen voor de Petruskerk te Wanswerd. Waarschijnlijk hebben zij bij de bouw gebruik gemaakt van onderdelen van het Hillebrandorgel uit 1816 van de Laurentiuskerk te Rauwerd dat door Van Dam vernieuwd werd in 1863. In 1921 werd het orgel aangekocht door de Gereformeerde gemeente van Wijckel en geplaatst in de Vaste Burchtkerk door Bakker & Timmenga. In 1983 is het orgel aangekocht door hervormde gemeente van Oosterhesselen. Er volgden restauraties in 1996 en 2012. In de kerk is ook nog het oude Stokerorgel uit 1908 nog te zien dat vervangen werd door het huidige orgel. Het Van Damorgel is in het bezit van een aangehangen pedaal (C-d) en heeft de volgende dispositie:
| Manuaal (C-f3) |                       |
| -------------- | --------------------- |
| Prestant       | 8 vt (C-E in holpijp) |
| Holpijp        | 8 vt                  |
| Octaaf         | 4 vt                  |
| Quint          | 3 vt                  |
| Woudfluit      | 2 vt                  |
| Roerfluit      | 4 vt                  |
| Cornet         | 3 st.                 |